# مولاگاویتا
مولاگاویتا (انگلیسی: Molagavita) نام یک منطقه مسکونی در کلمبیا است.